# آن از هند شرقی
آن از هند شرقی (انگلیسی: Anne of the Indies) یک فیلم ماجرایی تِکنی‌کالر محصول ۱۹۵۱ است که توسط کمپانی فاکس قرن بیستم ساخته شده‌است. کارگردانی آن را ژاک تورنر و تهیه کنندگی جورج جسل بر عهده داشت.